# Галич-Мерское княжество

Галицко-Дмитровское княжество на карте Северо-Восточной Руси (XIII век)

Галич-Мерское княжество (Галицко-Дмитровское) или Галицкое княжество — удельное княжество во Владимиро-Суздальской Руси. Столица — город Галич, современный районный центр Костромской области России на берегу Галичского озера.
Галицкое княжество образовалось в ходе распада Галицко-Дмитровского княжества в 30-е годы XIV века.

## История

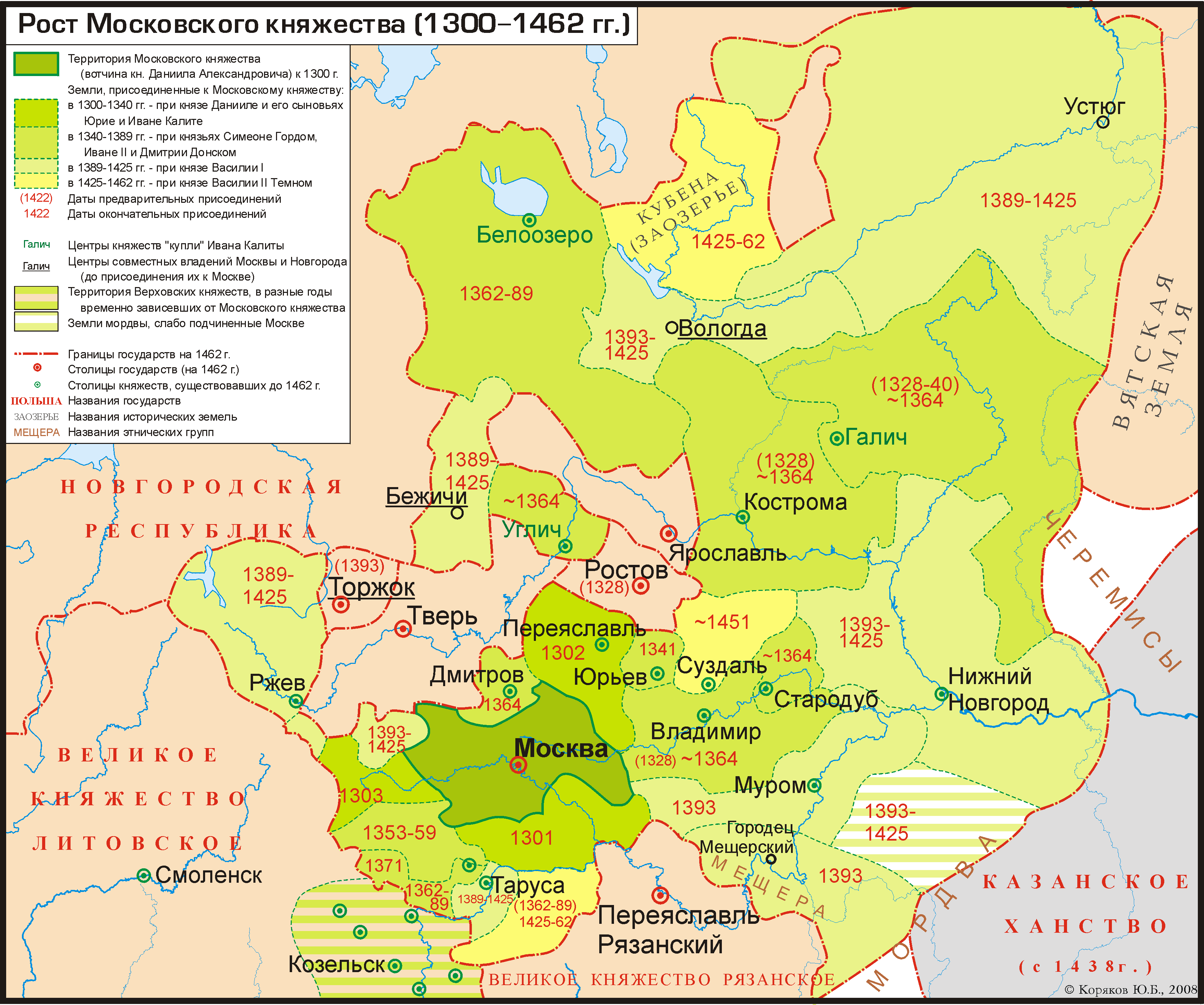
Расширение Московского княжества в 1300—1462 годах

В 1247 году великий князь Владимирский Святослав III Всеволодович выделил своим племянникам, сыновьям великого князя Ярослава II, княжества в уделы. Одному из них, Константину, досталось Галицко-Дмитровское княжество. В состав владений княжества, занимавшего сравнительно небольшую территорию, входили бассейн Галичского озера с центром в Галиче Мерском, до этого принадлежавшего Владимирскому великому княжеству, и город Дмитров с волостями, первоначально входившие в состав Переяславского (Залесского) княжества.
Галицкое княжество
При внуках Константина в 30-х годах XIV века княжество распалось на 2 части. Собственно Галицкое княжество досталось Фёдору Давыдовичу, а Дмитровское княжество — Борису Давыдовичу.
Около 1363 года правивший во время детства и отрочества великого князя Дмитрия Ивановича митрополит Киевский и всея Руси Алексий, рассматривавший Галич как «куплю» Ивана I Калиты, согнал с него внука Фёдора, князя Дмитрия Ивановича. Правитель Москвы послал в княжество своих наместников, фактически присоединив его к московским владениям.
По духовному завещанию Дмитрия Донского в 1389 году Галицкое княжество было снова выделено и досталось вместе с городами Звенигород и Руза его сыну Юрию Дмитриевичу. Но после того, как в 1450 году проигравший битву Дмитрий Шемяка бежал в Новгород, Василий Тёмный окончательно покончил с независимостью Галицкого княжества, присоединив его земли к Москве.
Позднее московские правители несколько раз давали Галич «на кормление» своим сыновьям, но никакими владетельными правами те уже не обладали.

## Список правителей
- 1247 — 1255: Константин Ярославич
- 1255 — 1280: Давыд Константинович
- 1280 — 1310: Василий Константинович
- 1310 — до 1335: Фёдор Давыдович
- до 1335 — до 1360: Иван Фёдорович
- 1360 — 1363: Дмитрий Иванович (Борисович)[4]
- 1363 — 1389: В составе Московского великого княжества.
- 1389 — 1433: Юрий Дмитриевич
- 1433/34 — 1440: Дмитрий Юрьевич Красный
- 1440 — 1450: Дмитрий Юрьевич Шемяка